# Marko Valev
Marko Valev –en búlgaro, Марко Вълев– (Pazardzhik, 20 de noviembre de 1969) es un deportista búlgaro que compitió en judo. Ganó una medalla de bronce en el Campeonato Europeo de Judo de 1988 en la categoría de –95 kg.
Participó en los Juegos Olímpicos de Seúl 1988, donde finalizó decimoctavo en la categoría de –95 kg.

## Palmarés internacional
| Campeonato Europeo | Campeonato Europeo | Campeonato Europeo | Campeonato Europeo |
| Año                | Lugar              | Medalla            | Categoría          |
| ------------------ | ------------------ | ------------------ | ------------------ |
| 1988               | Pamplona (España)  | Medalla de bronce  | –95 kg             |